# Tyler Blackett
Tyler Nathan Blackett (Mánchester, 2 de abril de 1994) es un futbolista inglés que juega como defensa y se encuentra sin equipo tras abandonar el Rotherham United F. C.

## Trayectoria
Nacido en Mánchester, firmó por el Manchester United en 2002, cuando tenía ocho años de edad.
El 1 de noviembre de 2013 firmó por la Championship de la mano del Blackpool en un préstamo de un mes de duración. Al día siguiente, hizo su debut con los Seasiders, jugando los 90 minutos en la victoria por 1-0 en la liga contra el Nottingham Forest. El 5 de diciembre de 2013, Blackpool extendió el préstamo de Blackett hasta el 1 de enero de 2014.
El 31 de enero de 2014 firmó por el Birmingham City en un préstamo hasta el final de la temporada. Junto con su compañero del Manchester United Tom Thorpe, Blackett comenzó el partido del día siguiente, en casa ante el Derby County. Después de 38 minutos, se tropezó conWill Hughes y el árbitro concedió un penalti, que Darren Randolph tapo. Birmingham remonto un 3-1 , el gol del empate fue marcado por una tercera cesión del United, Federico Macheda, en el tiempo añadido.
Hizo su debut en competición con el Manchester United el 16 de agosto de 2014, en el primer partido de la temporada 2014-15 de la Premier League, jugando los 90 minutos en la derrota por 2-1 en casa contra el Swansea City en el primer partido oficial de Louis van Gaal como técnico del Manchester United.

## Selección nacional

### Sub-16
En septiembre de 2009 fue llamado a la selección sub-16 de Inglaterra para un partido de la Victory Shield contra Gales. El 15 de octubre comenzó el encuentro de titular en la victoria por 1-0 contra Gales, pero fue reemplazado por Alex Henshall unos minutos antes del descanso. Blackett fue llamado en la lista de convocados para el partido final de la Victory Shield contra Escocia en noviembre de 2009; sustituyó a Sam Magri en el minuto 69 que Inglaterra ganó por 2-1 en el Tynecastle Stadium en Edimburgo.

### Sub-17
Fue llamado a la selección sub-17 de Inglaterra para el Torneo de Algarve en febrero de 2011. Comenzó el primer partido del torneo el 24 de febrero, jugando los 90 minutos en el empate 1-1 con Rumania. Estuvo en el banquillo en la derrota por 3-1 contra Alemania, pero vino a sustituir a Alex Henshall en el minuto 76 del empate 2-2 con Portugal.

### Sub-18
En noviembre de 2011 fue llamado a la selección de Inglaterra sub-18 para un amistoso contra Eslovaquia. El 16 de noviembre comenzó con empate 1-1 contra Eslovaquia, antes de ser reemplazado por Courtney Meppen-Walter en el minuto 65. Él conservó su lugar en la lista de convocados para el amistoso ante Polonia en febrero de 2012, adelantándose en el primer tiempo ya que Inglaterra ganó por 3-0 en el Alexandra Stadium.

### Sub-19
En agosto de 2012 fue llamado a la selección sub-19 de Inglaterra para un amistoso contra Alemania. El 6 de septiembre, comenzó el juego en Hamburgo, jugando los 90 minutos, Inglaterra perdió 3-1. Blackett obtuvo su segunda convocatoria para un amistoso con Dinamarca en enero de 2013, comenzó el juego de titular antes de ser reemplazado por Lewis Baker en el minuto 67 que Inglaterra ganó 3-1 en el Keepmoat Stadium.
Aunque representó a Inglaterra en categorías inferiores, también podría jugar para Barbados o Jamaica.

## Clubes
| Club                           | País           | Año       |
| ------------------------------ | -------------- | --------- |
| Manchester United F. C.        | Inglaterra     | 2012-2016 |
| Blackpool F. C. (cedido)       | Inglaterra     | 2013-2014 |
| Birmingham City F. C. (cedido) | Inglaterra     | 2014      |
| Celtic F. C. (cedido)          | Escocia        | 2015-2016 |
| Reading F. C.                  | Inglaterra     | 2016-2020 |
| Nottingham Forest F. C.        | Inglaterra     | 2020-2021 |
| F. C. Cincinnati               | Estados Unidos | 2021-2022 |
| Rotherham United F. C.         | Inglaterra     | 2023-2024 |

## Palmarés

### Títulos nacionales
| Título               | Club         | País    | Año  |
| -------------------- | ------------ | ------- | ---- |
| Scottish Premiership | Celtic F. C. | Escocia | 2016 |